# Gary Caldwell
Gary Caldwell (Stirling, 1982. április 12. –) skót válogatott labdarúgó, edző.
Pályafutása során megfordult többek között a Newcastle United, a Celtic Glasgow és a Wigan csapataiban is, és több mint 50 alkalommal szerepelt a skót válogatottban. Bátyja, Steven szintén válogatott labdarúgó, volt olyan időszak, hogy együtt játszottak a Wiganben.
Játékstílusát tekintve sokoldalú futballista volt, így a védelem bármely posztján lehetett rá számítani, legtöbbször azonban a védelem közepén kapott helyet.

## Pályafutása

### Newcastle United
Caldwell 16 évesen igazolt a Newcastle United-hez, azonban a felnőttek között nem tudott helyet kiharcolni magának, ezért többször is kölcsönadták. Játszott az alsóbb osztályú Darlington, Coventry City, Hibernian és Derby County csapataiban is.

### Hibernian
Miután lejárt  a szerződése a Szarkáknál, szabadon igazolhatóvá vált, és a skót első osztályban szereplő Hibernianhoz-ahol kölcsönben korábban már játszott-szerződött a 2003-2004-es szezonra. Ebben az évben döntőt játszottak a Skót ligakupában, de alulmaradtak a Livingstone-nal szemben. A holland Vitesse szerződtetni akarta, ő mégis két évvel hosszabbított a Hibbsszel. 2006 nyarán már pletykák keringtek arról, hogy aláírt a Celtichez, ezért a szurkolók kikezdték az Aberdeen ellen nagyot hibázó hátvédet. Később a Celtic hivatalosan is megerősítette Caldwell szerződtetését.

### Celtic
Caldwell négy idényt töltött a Celticnél, ezalatt két Premiership bajnoki címet, valamint egy-egy Skót Kupát és Skót Ligakupát nyert az együttessel. Eleinte gyakran került saját szurkolói célkeresztjébe is, igaz ennek súlyos sérülése miatti hosszabb kihagyása, majd az azt követő gyengébb játéka volt az oka, valamint, hogy Andreas Hinkel leigazolása után gyakran nem a saját posztján szerepelt. A 2006-2007-es idényben egy bajnokin súlyos keresztszalag-sérülést okozott a Kilmarnock játékosának, David Fernándeznek. A mérkőzés után elnézést kért az ellenfél játékosától, és kijelentette, hogy nem szándékosan okozta a sérülést.
Később a  szurkolók megkedvelték, és megszerették a sokat, és megalkuvás nélkül küzdő játékost, akit a 2008-09-es idény végén az év játékosának is megválasztottak.
A következő idényben vitába került  a klubbal, mivel az új szerződését nem tartotta elég jónak, ezért nem akarta azt aláírni. Tony Mowbray volt a Celtic új menedzsere, aki korábban a Hiberniannál dolgozott már együtt Caldwellel, ennek ellenére nem kapott jobb ajánlatot, így a szezon végén távozott.

### Wigan Athletic
Caldwell végül az Premier League-ben szereplő Wiganhez írt alá, az átigazolási díj azonban nem volt publikus, a felek négy és fél éves szerződét írtak alá. 2010. január 16-án a Wolverhampton elleni 2-0-s győztes bajnokin mutatkozott be. Első gólját január 27-én a Blacburn ellen szerezte.
Miután Mario Melchiot távozott, a 2010-11-es idény előtt Caldwell lett a Wigan csapatkapitánya. A következő idényben kulcsszerepe volt abban, hogy csapata elkerülte a kiesést, és, hogy a Manchester Cityt legyőzve elhódították a FA-kupát. Ő lett Emmerson Boyce után a második Wigan-csapatkapitány aki ezt megtehette. A szurkolók az év játékosának választották.
A 2013-14-es szezon nagy részét sérülése miatt kihagyta, majd az Arsenal elleni FA-kupa elődöntőben tért vissza, ahol azonban a hosszabbítás után kihagyta a maga büntetőjét, így a Wigan nem jutott be a döntőbe. Ugyanez történt vele a bajnoki rájátszásba, amely az első osztályba való visszajutásról döntött. Caldwell ezúttal a QPR ellen rontott, csapata pedig lemondhatott a feljutásról.
A következő szezon elején egy évvel hosszabbított, azonban 2015. február 28-án bejelentette visszavonulását miután nem épült fel újabb súlyos sérüléséből.

### A válogatottban
Caldwellt először Berti Vogts hívta meg a skót válogatottba, egy franciák elleni barátságos mérkőzés alkalmával mutatkozhatott be 2002-ben.  A 2008-as Eb-selejtezők során az ő góljával győzték le Franciaországot a Hampden Parkban. A 2010-es világbajnoki selejtező egyik kulcsfontosságú mérkőzésén piros lapot kapott Norvégia ellen, így gyakorlatilag biztossá vált, hogy nem tudnak kvalifikálni a seregszemlére. Azok közé tartozik akik kiérdemelték a szövetségtől a Scotland national football team roll of honour elnevezésű díjat, amit azok a játékosok kapnak meg, akik legalább 50 alkalommal léptek pályára a válogatott csapatban.
A válogatottban szerzett góljai
A táblázat tartalmazza, hogy Caldwell milyen állásnál talált az ellenfél hálójába, illetve, hogy mi lett a mérkőzés eredménye.
| Gól | Dátum           | Helyszín                       | Mérkőzés típusa    | A gól utáni eredmény | Ellenfél | Versenysorozat       |
| --- | --------------- | ------------------------------ | ------------------ | -------------------- | -------- | -------------------- |
| 1   | 2004 május 30.  | Easter Road, Edinburgh, Skócia | Trininad és Tobagó | 3–0                  | 4–1      | barátságos           |
| 2   | 2006 október 7. | Hampden Park, Glasgow, Skócia  | Franciaország      | 1–0                  | 1–0      | 2008-as Eb-selejtező |

### Edzőként
Visszavonulása után csatlakozott a Wigan Athletic edzői stábjához, és a klub akadémiáján kapott feladatot. 2015. április 7-én Malky Mackayt menesztette a klub vezetősége, a helyére pedig Caldwellt nevezték ki az idény végéig. Végül a következő idényben is ő irányította a csapatot, melyet visszajuttatott a másodosztályba. Ennek köszönhetően az év menedzserének is megválasztották.

## Statisztika

### Klub
(2014 május 13-ig)
| Klub ország           | Klub ország                | Klub ország           | Bajnokság     | Bajnokság | Kupa          | Kupa      | Ligakupa       | Ligakupa       | Nemzetközi    | Nemzetközi | Összesen      | Összesen |
| Szezon                | Klub                       | Bajnokság             | Pályára lépés | Gólok     | Pályára lépés | Gólok     | Pályára lépés  | Gólok          | Pályára lépés | Gólok      | Pályára lépés | Gólok    |
| Anglia                | Anglia                     | Anglia                | Bajnokság     | Bajnokság | FA-kupa       | FA-kupa   | Ligakupa       | Ligakupa       | Nemzetközi    | Nemzetközi | Összesen      | Összesen |
| --------------------- | -------------------------- | --------------------- | ------------- | --------- | ------------- | --------- | -------------- | -------------- | ------------- | ---------- | ------------- | -------- |
| 2001–02               | Darlington (kölcsönben)    | Division 3            | 4             | 0         | 0             | 0         | 0              | 0              | -             | -          | 4             | 0        |
| Skócia                | Skócia                     | Skócia                | Bajnokság     | Bajnokság | Skót kupa     | Skót kupa | Skót ligakupa  | Skót ligakupa  | Nemzetközi    | Nemzetközi | Összesen      | Összesen |
| 2001-02               | Hibernian (kölcsönben)     | Skót Premier League   | 11            | 0         | 0             | 0         | 1              | 0              | -             | -          | 12            | 0        |
| Anglia                | Anglia                     | Anglia                | Bajnokság     | Bajnokság | FA-kupa       | FA-kupa   | Angol ligakupa | Angol ligakupa | Nemzetközi    | Nemzetközi | Összesen      | Összesen |
| 2002-03               | Coventry City (kölcsönben) | Division 1            | 36            | 0         | 2             | 0         | 3              | 0              | -             | -          | 41            | 0        |
| 2003-04               | Derby County (kölcsönben)  | Division 1            | 9             | 0         | 0             | 0         | 1              | 0              | -             | -          | 10            | 0        |
| Skócia                | Skócia                     | Skócia                | Bajnokság     | Bajnokság | Skót kupa     | Skót kupa | Skót ligakupa  | Skót ligakupa  | Nemzetközi    | Nemzetközi | Összesen      | Összesen |
| 2003–04               | Hibernian                  | Skót Premier League   | 17            | 1         | 0             | 0         | 2              | 0              | -             | -          | 19            | 1        |
| 2004-05               | Hibernian                  | Skót Premier League   | 37            | 3         | 4             | 1         | 3              | 0              | 1             | 0          | 45            | 4        |
| 2005-06               | Hibernian                  | Skót Premier League   | 34            | 1         | 4             | 1         | 1              | 0              | 2             | 0          | 41            | 2        |
| Hibernian összes      | Hibernian összes           | Hibernian összes      | 88            | 5         | 8             | 2         | 6              | 0              | 3             | 0          | 105           | 7        |
| 2006-07               | Celtic                     | Skót Premier League   | 21            | 0         | 2             | 0         | 1              | 0              | 4             | 0          | 28            | 0        |
| 2007-08               | Celtic                     | Skót Premier League   | 35            | 1         | 4             | 1         | 2              | 0              | 10            | 0          | 51            | 2        |
| 2008-09               | Celtic                     | Skót Premier League   | 36            | 3         | 2             | 1         | 3              | 0              | 6             | 0          | 47            | 4        |
| 2009-10               | Celtic                     | Skót Premier League   | 14            | 1         | 0             | 0         | 2              | 0              | 8             | 0          | 24            | 1        |
| Celtic összes         | Celtic összes              | Celtic összes         | 106           | 5         | 8             | 2         | 8              | 0              | 28            | 0          | 150           | 7        |
| Anglia                | Anglia                     | Anglia                | Bajnokság     | Bajnokság | FA-kupa       | FA-kupa   | Angol ligakupa | Angol ligakupa | Nemzetközi    | Nemzetközi | Összesen      | Összesen |
| 2009-10               | Wigan Athletic             | Premier League        | 16            | 2         | 1             | 0         | 0              | 0              | -             | -          | 17            | 2        |
| 2010-11               | Wigan Athletic             | Premier League        | 23            | 0         | 2             | 0         | 1              | 0              | -             | -          | 26            | 0        |
| 2011-12               | Wigan Athletic             | Premier League        | 36            | 3         | 1             | 0         | 0              | 0              | -             | -          | 37            | 3        |
| 2012-13               | Wigan Athletic             | Premier League        | 25            | 1         | 0             | 0         | 1              | 0              | -             | -          | 26            | 1        |
| 2013-14               | Wigan Athletic             | Championship          | 2             | 0         | 1             | 0         | 0              | 0              | -             | -          | 3             | 0        |
| Wigan Athletic összes | Wigan Athletic összes      | Wigan Athletic összes | 102           | 6         | 5             | 0         | 2              | 0              | 0             | 0          | 109           | 6        |
| Karrier összes        | Karrier összes             | Karrier összes        | 355           | 16        | 23            | 4         | 21             | 0              | 31            | 0          | 430           | 20       |

## Statisztikája edzőként
(2016 szeptember 13-ig)
|                |                 |              |                       |                       |                       |                       |                       |        |
| Csapat         | Edzőség kezdete | Edzőség vége | Eredményességi mutató | Eredményességi mutató | Eredményességi mutató | Eredményességi mutató | Eredményességi mutató | Forrás |
| Csapat         | Edzőség kezdete | Edzőség vége | M                     | GY                    | D                     | V                     | GY %                  | Forrás |
| Wigan Athletic | 2015 április 7. | Jelenleg     | 64                    | 28                    | 18                    | 18                    | 43,8                  | [ 22 ] |
| Összesen       | Összesen        | Összesen     | —                     |                       |                       |                       |                       |        |

### Sikerei játékosként
Celtic
- Skót bajnok (2): 2006-07, 2007-08
- Skót kupa győztes (1): 2007
- Skót ligakupa győztes (1): 2009

Wigan Athletic
- FA-kupa győztes (1): 2013

Egyéni
- Az év skót labdarúgója: 2009
- SPL Az év játékosa: 2009
- Az év játékosa a Wigan Athletic-nél : 2011-12

### Sikerei edzőként
Wigan Athletic
- League One (1): 2015-16